# يطروفة خوخية الأوراق
يطروفة خوخية الأوراق (الاسم العلمي:Jatropha prunifolia) هي نوع من النباتات تتبع جنس اليطروفة من الفصيلة الفربيونية.